# گورمی
گورمِـی (انگلیسی: Gourmet) یک مجلهٔ تخصصی آمریکایی آشپزی است که در توسط شرکت کوندی نست منتشر می‌شود و نخستین مجله‌ای در آمریکا بود که به غذا و شراب اختصاص یافت. بنا به گزارش نیویورک تایمز، مجلهٔ گورمِـی در آشپزی همان اهمیتی را دارد که مجلهٔ وگ در زمینهٔ مُد و پوشاک دارد. سردبیر و ویراستار ارشد مجله رقیب ساوُر این مجله را یک «نماد فرهنگی آمریکا» نامید.
برخی از افرادی که در این مجله مقاله نوشته‌اند عبارتند از: جرج پلیمپتن، آنیتا لوس، پل ترو، ری بردبری، انی پرو، مدهور جعفری و دیوید فاستر والاس. آخرین شمارهٔ این مجله، شمارهٔ نوامبر ۲۰۱۹ بود که در میانهٔ اکتبر آن سال عرضه شد.